# Ted 2
Ted 2 este un film de comedie american din 2015, regizat de către Seth MacFarlane, avăndu-i ca protagoniști pe Mark Wahlberg, Morgan Freeman și Giovanni Ribisi. Este continuarea primului film Ted.